# Arco elétrico

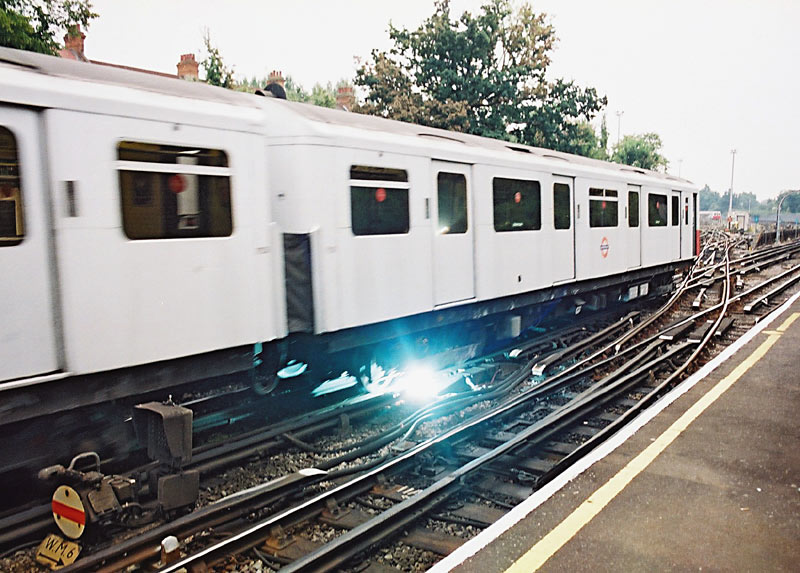
Arco eléctrico entre trilho electrificado e o contacto eléctrico em um comboio do metro londrino

Um arco elétrico (AO 1945: arco eléctrico) é resultante de uma ruptura dielétrica de um gás a qual produz uma descarga de plasma, similar a uma fagulha instantânea, resultante de um fluxo de corrente em meio normalmente isolante tal como o ar. Um termo arcaico para ele é arco voltaico como usado na expressão lâmpada de arco voltaico, já o termo popular mais utilizado é curto-circuito.
O arco ocorre em um espaço preenchido de gás entre dois elétrodos condutivos (freqüentemente feitos de carbono ) e isto resulta em uma temperatura muito alta, capaz de fundir ou vaporizar virtualmente qualquer coisa.
Em uma visão comercial, arcos elétricos são usados para soldagem, corte a plasma, e como uma lâmpada de arco voltaico em projetores de filme e holofotes. Fornos a arco elétrico são usado para produzir aço e outras substâncias. O Carbureto de cálcio é feito desta forma por requerer um grande aporte de energia para promover uma reação endotérmica (a uma temperatura de 2500 °C).
Arcos elétricos de baixa pressão são usados para iluminação, por exemplo na forma de lâmpadas fluorescente, lâmpadas de vapor mercúrio e sódio, lâmpadas de câmara de flash, monitores de plasma e letreiros de néon
Arcos elétricos indesejáveis podem levar a deterioração de sistemas transmissão de energia elétrica e equipamentos eletrónicos.

## História

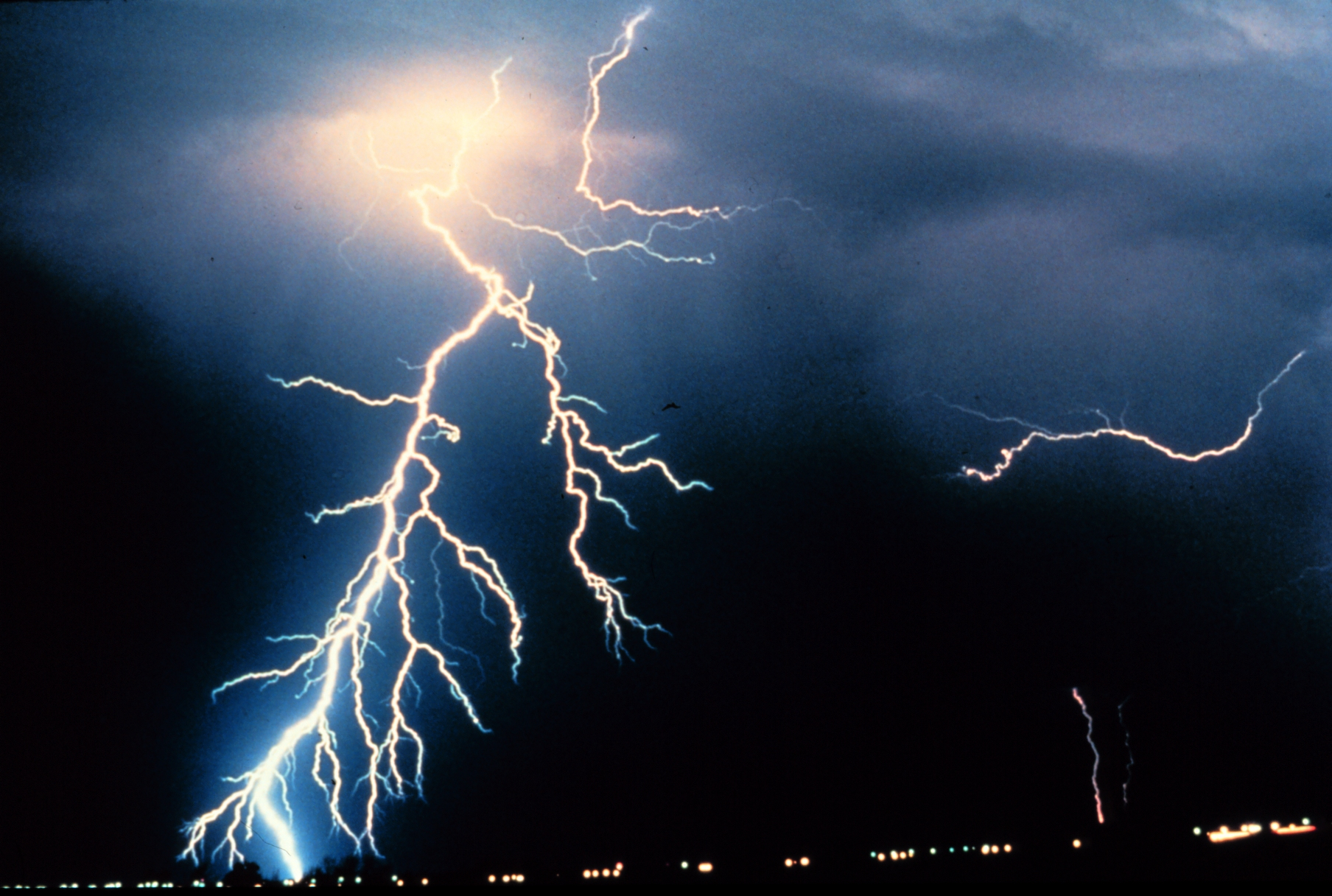
Raio é o arco elétrico natural.

É acreditado que o fenômeno foi o primeiro a ser descrito por Sir Humphry Davy num documento publicado em 1801 no Jornal de Filosofia, Química e artes Naturais por William Nicholson. Entretanto, a descrição de Davy não foi um arco elétrico como esse fenômeno considerado pela ciência moderna: "Essa é a descrição, evidentemente de uma fagulha, não de um arco. Pois a essência de um arco é que ele deve ser contínuo, e que os polos não devem estar em contado depois que o mesmo começou. A faísca produzida por Sir Humphry Davy obviamente não era contínua; e por mais que os carbonos permaneceram vermelhos em brasa por um curto tempo depois do contato, não pode ter existido arco os conectando, ou tão perto que um observador o teria mencionado". No mesmo ano Davy demonstrou o efeito publicamente em frente a Royal Society, transmitindo uma corrente elétrica por 2 hastes de carbono em contato, e depois as afastando por uma curta distancia. A demonstração produziu um fraco arco, não evidentemente distinto de uma faísca contínua, entre hastes de carvão. A sociedade aderiu uma bateria mais potente de 1000 chapas e em 1808 ele demonstrou um arco de grande-escala.  Ele é creditado por nomear o arco. Ele o chamou de arco pelo fenômeno assumir a forma de um arco para cima quando a distancia entre os eletrodos não e tão pequena . Isso se da pela forca flutuante no gás quente . Independentemente, o fenômeno foi descoberto em 1802 e descrito em 1803 Como um "fluido especial com propriedades elétricas" por Vasily V. Petrov, um cientista russo experimentando com bateria de zinco-cobre de 4200 discos

## Exemplos
- O relâmpago da trovoada é um arco eléctrico de grandes dimensões que permite se escapem as cargas eléctricas entre as nuvens ou entre as nuvens e a terra
- A soldadura eléctrica (Soldagem) a arco produzem uma grande quantidade de calor bem localizada o que provoca a fusão dos materiais
- O forno a arco utilizado na metalurgia para a fusão de metais
- Arco elétrico provocado por curto-circuito em equipamentos elétricos devido a acumulação de sujeira, cavacos, água, presença de insetos ou outros animais.
- A norma IEC 61641 regulamenta painéis de baixa tensão à prova de arco interno e contempla critérios para segurança pessoal e estrutural com os comportamentos adequados quando da ocorrência de arcos elétricos.

## Curto-circuito
A principal diferença entre arco elétrico e curto-circuito está na sua concepção de causa e efeito. Em vias gerais, o arco elétrico (efeito) é a resultante de um processo de curto-circuito (causa).